# Lequidoe
Lequidoe – miejscowość i poddystrykt w Timorze Wschodnim, w dystrykcie Aileu. Jest trzeci pod względem powierzchni w dystrykcie Aileu. Zajmuje powierzchnię 151,58 km² i liczy 6267 mieszkańców (2010).

## Miejscowość

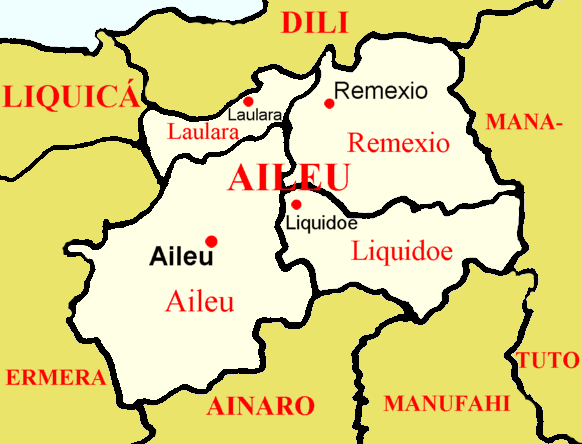
Lequidoe na wschodzie dystryktu Aileu

Lequidoe leży 16 km na południowy wschód od stolicy Timoru Wschodniego Dili, a od stolicy dystryktu Aileu miasto dzieli 9 km. Lequidoe leży na wysokości 1216 m n.p.m.

## Poddystrykt
Poddystrykt Lequidoe graniczy z dystryktami: Ainaro i Manufahi od południa, Manatuto od wschodu oraz z poddystryktami: Aileu od zachodu, Remexio od północy.
W 2010 roku mieszkało tutaj 6267 mieszkańców (w 2004 roku 5819 mieszkańców). Średnia wieku w 2010 wynosiła 17,7 lat (w 2004 roku 16 lat). 
Ludność uprawia maniok, kukurydzę, orzechy kokosowe oraz kawę.

## Gminy
Poddystrykt Lequidoe jest podzielony na 7 gmin:
- Acubilitoho
- Bereleu
- Betulau
- Fahisoi
- Faturilau
- Manucassa
- Namolesso